# Syngrapha celsa
Syngrapha celsa är en fjärilsart som beskrevs av Edwards 1881. Syngrapha celsa ingår i släktet Syngrapha och familjen nattflyn. Inga underarter finns listade i Catalogue of Life.

## Bildgalleri

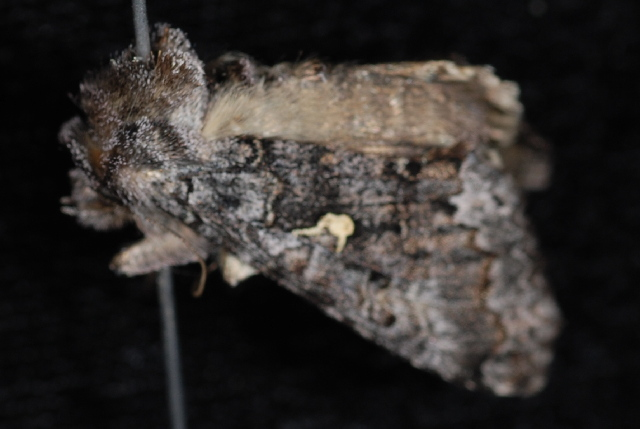
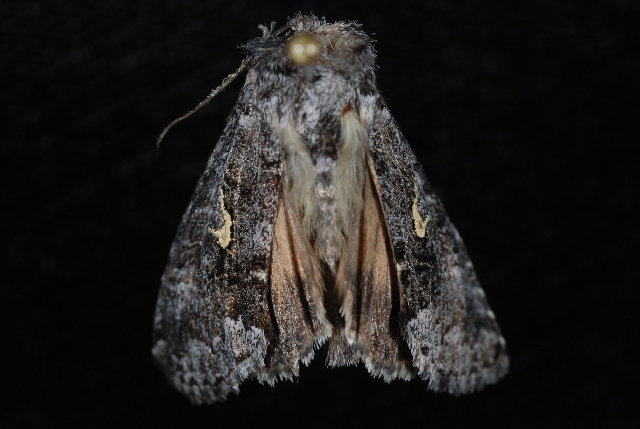